# Белоногофф, Александр
Александр «Саша» Белоногофф (англ. Alexander "Sasha" Belonogoff; род. 17 апреля 1990, Moura) — австралийский гребец, выступавший за сборную Австралии по академической гребле в период 2008—2016 годов. Серебряный призёр летних Олимпийских игр в Рио-де-Жанейро, бронзовый призёр чемпионата мира, победитель и призёр многих регат международного значения.

## Биография
Александр Белоногофф родился 17 апреля 1990 года в небольшом городке Маура штата Квинсленд, Австралия. Детство провёл в Рокгемптоне. Потомок русских эмигрантов первой волны, на своей странице в Instagram называл себя «русским из Рокгемптона».
Проходил обучение в Сиднейском университете, состоял в университетской команде по академической гребле.
Первого серьёзного успеха на международной арене добился в сезоне 2008 года, когда вошёл в состав австралийской национальной сборной и побывал на чемпионате мира среди юниоров в Австрии, откуда привёз награду бронзового достоинства, выигранную в зачёте двоек парных. Год спустя на молодёжном мировом первенстве стал бронзовым призёром в парных четвёрках. В 2012 году в той же дисциплине получил бронзу на молодёжном чемпионате мира в Литве.
Начиная с 2013 года выступал на взрослом уровне, дебютировал в зачёте Кубка мира, в частности на домашнем этапе в Сиднее выиграл бронзовую медаль в двойках.
В 2014 году вместе с напарником Джеймсом Макреем завоевал бронзовую медаль в двойках на чемпионате мира в Амстердаме — в финале их обошли только команды из Хорватии и Италии. Попал в число призёров на нескольких этапах Кубка мира.
На мировом первенстве 2015 года в Эгбелете занял в двойках пятое место.
Благодаря череде удачных выступлений удостоился права защищать честь страны на летних Олимпийских играх 2016 года в Рио-де-Жанейро — здесь совместно с Джеймсом Макреем, Карстеном Форстерлингом и Камероном Гердлстоном показал в парных четвёрках второй результат, уступив только гребцам из Германии, и тем самым стал обладателем серебряной олимпийской медали.